# Verordnung über Heizkostenabrechnung
Die Verordnung über Heizkostenabrechnung (HeizkostenV) ist eine deutsche Rechtsverordnung, die die Abrechnung über die Heizkosten und Warmwasser im Mietverhältnis/Nutzungsverhältnis und im Wohnungseigentümerverhältnis regelt. Sie wurde 2021 geändert, um die Vorgaben der Richtlinie 2012/27/EU (Energieeffizienz-Richtlinie) umzusetzen. Die Änderung vom 16. Oktober 2023, mit der das Wärmepumpenprivileg gestrichen worden ist, trat am 1. Oktober 2024 in Kraft.
Neben der Betriebskostenverordnung ist die Verordnung über Heizkostenabrechnung eine der wesentlichen Kodifikationen des Mietrechts neben dem Bürgerlichen Gesetzbuch.
Grundsätzlich gilt die Verordnung (§ 3) auch für die Wohnungseigentümergemeinschaften nach dem WEG.

## Anwendungsbereich und Vorrangklausel
Die Verordnung über Heizkostenabrechnung gilt gemäß § 1 Abs. 1 Nr. 1 für die Verteilung der Kosten des Betriebs zentraler Heizungsanlagen und zentraler Warmwasserversorgungsanlagen. Nach § 2 geht sie jeder rechtsgeschäftlichen Vereinbarung über die Warmwasser- und Heizkostenabrechnung vor, es sei denn, es handelt sich um ein Gebäude mit einer oder mit zwei Wohnungen, von denen eine vom Vermieter bewohnt wird.

## Pflicht zu Verbrauchserfassung und zur Kostenverteilung (§§ 4–6)
Der Eigentümer des Gebäudes ist verpflichtet, den anteiligen Verbrauch mit geeigneten Geräten (§ 5) zu ermitteln (§ 4 Abs. 1). Dem Nutzer steht ein Anspruch auf Erfüllung dieser Verpflichtung zu (§ 4 Abs. 4).
Die Kosten sind grundsätzlich verbrauchsabhängig zu verteilen (§ 6). Die Kostenverteilung ergibt sich dann aus Vorschriften über die Verteilung der Heizkosten (§ 7), der Warmwasserkosten (§ 8) oder der Kosten einer verbundenen Anlage (§ 9). Hinsichtlich Gemeinschaftsräumen ist die Verteilung nach den vertraglichen Bestimmungen zu ermitteln (§ 6 Abs. 3 S. 2).
Abweichend von § 6 Abs. 1 HeizkostenV werden nach dem Kohlendioxidkostenaufteilungsgesetz die Kohlendioxidkosten (nationaler Kohlendioxidpreis nach dem BEHG) entsprechend dem Kohlendioxidausstoß des Gebäudes pro Quadratmeter Wohnfläche und damit anhand der energetischen Qualität des Gebäudes für Abrechnungszeiträume ab dem 1. Januar 2023 auf Vermieter und Mieter in Wohngebäuden aufgeteilt (§ 2 Abs. 4 CO2KostAufG).

### Geräte zur Verbrauchserfassung (§ 5)
Vor Juli 1981 installierte Heizkostenverteiler und vor 1987 installierte Warmwasserkostenverteiler mussten bis spätestens Ende 2013 ausgetauscht werden. Ab 1. Dezember 2021 dürfen grundsätzlich nur noch fernablesbare Zähler für die Verbrauchserfassung installiert werden (§ 5 Abs. 2 S. 1). Bis 2026 müssen alle Geräte zur Verbrauchserfassung fernablesbar sein (§ 5 Abs. 3).  Ab 1. Dezember 2022 dürfen grundsätzlich nur noch fernablesbare Geräte eingebaut werden, die an ein Smart Meter Gateway angebunden werden können (§ 5 Abs. 2 S. 3). Bis Ende 2031 müssen alle Geräte diese Eigenschaft haben (§ 5 Abs. 4). Ebenfalls ab 1. Dezember 2022 dürfen nur noch fernablesbare Geräte installiert werden, die mit Geräten anderer Hersteller interoperabel sind (§ 5 Abs. 5). Die Bundesregierung muss die Vorschriften über fernablesbare Ausstattungen im Hinblick auf die zusätzlichen Betriebskosten und den Nutzen dieser Ausstattungen für die Mieter innerhalb von drei Jahren nach dem 1. Dezember 2021 evaluieren; der Evaluationsbericht muss spätestens am 31. August 2025 veröffentlicht werden (§ 5 Abs. 8).

### Verbrauchs- und Abrechnungsinformationen (§ 6a)
Falls fernablesbare Geräte installiert sind, müssen die Gebäudeeigentümer den Nutzern mindestens zweimal im Jahr Abrechnungs- und Verbrauchsinformationen zukommen lassen, ab 2022 muss dies monatlich geschehen (§ 6a).

### Datenverarbeitung (§ 6b)
Der Gebäudeeigentümer oder ein von ihm beauftragter Dritter darf Daten aus einer fernauslesbaren Ausstattung nur zum Zweck der Kostenaufteilung (§ 6) oder Verbrauchsinformation (§ 6a) verarbeiten (§ 6b).

## Verteilung der Kosten (§§ 7–9)

### Heizungsanlage oder Wärmelieferungen (§ 7)
Von den Kosten des Betriebs einer zentralen Heizungsanlage sind zwischen 50 und 70 Prozent nach dem erfassten Wärmeverbrauch der Nutzer zu verteilen. Bei Häusern, die nicht den Anforderungen der Wärmeschutzverordnung von 1995 entsprechen, deren wärmeverteilende Rohrleitungen überwiegend gedämmt sind und deren Wärmeversorgung über eine öl- oder gasbetriebene Heizungsanlage erfolgt, sind aber 70 Prozent der Heizkosten verbrauchsabhängig abzurechnen (§ 7 Abs. 1 S. 2). Die übrigen Kosten sind nach Wohn- oder Nutzfläche oder Raumvolumen oder nach beheizter Fläche zu verteilen. Dies gilt auch für Kosten bei Wärmelieferung. Als Kosten gelten (§ 7 Abs. 2):
- verbrauchte Brennstoffe und deren Lieferung
- die elektrische Versorgung der Heizungsanlage
- Überwachungs-, Pflege- und Bedienungskosten
- Kosten der regelmäßigen fachmännischen Prüfung und Wartung der Anlage
- Reinigungskosten der Anlage und des Betriebsraumes
- Kosten für Messungen nach dem BImSchG
- Kosten der Anmietung  oder Kosten der Verwendung einer Ausstattung zur Verbrauchserfassung einschließlich der Eichkosten
- Berechnungs- und Aufteilungskosten (Kosten für die Erstellung der Heizkostenabrechnung) sowie die Kosten der Verbrauchs- und Abrechnungsinformationen nach § 6a.

### Warmwasserversorgungsanlagen (§ 8)
Für die Kostenverteilung gilt ebenso eine Spanne von 50 bis 70 Prozent nach dem Verbrauch. Übrige Kosten sind nach der Wohn- oder Nutzfläche zu verteilen.
Als Kosten gelten hier:
- Kosten der Wasserversorgung, wenn keine gesonderte Abrechnung erfolgt
- Kosten für die Wassererwärmung (wie in § 7)

Als Kosten der Wasserversorgung werden
- der Wasserverbrauch,
- Grundgebühren,
- Zählermiete (und Kosten für Zwischenzähler),
- Betriebskosten der hauseigenen Wasserversorgungsanlage und
- Betriebskosten einer Wasseraufbereitungsanlage und deren Aufbereitungsstoffe

bezeichnet.

### Verbundene Anlagen (§ 9)

#### Grundsatz: Einsatz eines Wärmezählers
Bei Anlagen, die sowohl Heizwärme als auch Warmwasser erzeugen, sind die Kosten aufzuteilen (§ 9 Abs. 1). Die für die Warmwassererzeugung benötigte Wärmemenge (Q) ist mit einem Wärmezähler zu messen; dies ist ab 31. Dezember 2013 Pflicht (§ 9 Abs. 2 S. 1), sofern dadurch nicht ein unzumutbar hoher Aufwand verursacht wird (§ 9 Abs. 2 S. 2).

#### Rechnerische Ermittlung

##### Ab 2009
Sofern entsprechend § 9 Abs. 2 S. 2 kein Wärmezähler verwendet wird, erfolgt die Ermittlung der jährlichen Wärmemenge (Q) in Abhängigkeit von verbrauchtem Volumen und der Temperatur des Warmwassers tw.

###### Wärmemenge
Für die Wärmemenge gilt die Gleichung:  {\displaystyle Q=2{,}5\cdot V\cdot (t_{w}-10)} (§ 9 Abs. 2 S. 2). Die Elemente der Gleichung werden in § 9 Abs. 2 Nr. 1–4 erläutert. So steht der Wert 2,5 für die Erzeugeraufwandszahl des Wärmeerzeugers, die mittlere spezifische Wärmekapazität des Wassers, die Wärmeverluste für Warmwasserspeicher, die Verteilung einschließlich Zirkulation sowie die Messdatenerhebungen zum Warmwasserverbrauch (§ 9 Abs. 2 Nr. 1). Für das eingespeiste Kaltwasser wird eine Temperatur von 10 °C zugrunde gelegt (§ 9 Abs. 2 Nr. 4). (Siehe unten zu den Definitionen von V und tw).

Formel mit physikalischen Einheiten: {\displaystyle Q=2{,}5\cdot \mathrm {\frac {kWh}{m^{3}\cdot K}} \cdot V\cdot (t_{w}-10\,^{\circ }\mathrm {C} )}.

###### Brennstoffverbrauch
Seit dem 1. Januar 2009 gilt für den Brennstoffverbrauch (B): {\displaystyle B={\frac {Q}{H_{i}}}}.
Für den Heizwert Hi sind die Angaben des Energieversorgungsunternehmens oder Brennstofflieferanten heranzuziehen. Andernfalls können folgende Werte verwendet werden (§ 9 Abs. 3 Nr. 2):
- Leichtes Heizöl extra leichtflüssig: 10 kWh/l
- Schweres Heizöl: 10,9 kWh/l
- Erdgas L: 9 kWh/m³
- Erdgas H: 10 kWh/m³
- Flüssiggas: 13 kWh/kg
- Koks: 8 kWh/kg
- Braunkohle: 5,5 kWh/kg
- Steinkohle: 8 kWh/kg
- Brennholz (lufttrocken): 4,1 kWh/kg
- Holzpellets: 5 kWh/kg
- Holzhackschnitzel (lufttrocken): 4 kWh/kg

##### Bis Ende 2008

###### Wärmemenge
Bis zum 31. Dezember 2008 galt dafür die Berechnungsvorschrift:
{\displaystyle Q=2\cdot V\cdot (t_{w}-10)}
(zu den Definitionen von V und tw siehe unten).

###### Brennstoffverbrauch
Der Brennstoffverbrauch bei einer zentralen Warmwasserversorgungsanlage (B) in Litern, Kubikmetern oder Kilogramm (je nach Brennstoff) war bis zum 31. Dezember 2008 nach
{\displaystyle B={\frac {2{,}5\cdot V\cdot (t_{w}-10)}{H_{u}}}}
zu berechnen, wobei
{\displaystyle V} das gemessene Volumen des verbrauchten Warmwassers (in Kubikmetern),
{\displaystyle t_{w}} die gemessene oder geschätzte mittlere Temperatur des Warmwassers in Grad Celsius und
{\displaystyle H_{u}} der Heizwert des verbrauchten Brennstoffes in Kilowattstunden (kWh) je Liter (l)/Kubikmeter (m³)/Kilogramm (kg) darstellt.
Für den Heizwert waren folgende Werte gesetzlich festgelegt:
- Heizöl: 10 kWh/l
- Stadtgas: 4,5 kWh/m³
- Erdgas L: 9 kWh/m³
- Erdgas H: 10,5 kWh/m³
- Brechkoks: 8 kWh/kg

Daneben für die neuen Bundesländer:
- Braunkohlenbrikett: 5,5 kWh/kg
- Braunkohlenhochtemperaturkoks: 8 kWh/kg

## Beitrittsgebiet
Für das Beitrittsgebiet der fünf neuen Bundesländer mit Ostberlin trat die Verordnung am 1. Januar 1991 in Kraft. Der Einigungsvertrag hat dahingehend in Anlage I Kapitel V Sachgebiet D Abschnitt III Nr. 10 mehrere Bestimmungen festgelegt.

## Ausnahmen
Die Pflicht zur Heizkostenabrechnung entfällt bei Passivhäusern, da hier die Messgebühren einen ganz erheblichen Teil der Heizkosten ausmachen können (§ 11 Abs. 1 Nr. 1a). Falls die Verbrauchserfassung und Auswertung unverhältnismäßige Kosten verursachen würde, sind die §§ 3–7 ebenfalls nicht anzuwenden; als unverhältnismäßig gelten Kosten, wenn sie nicht durch die Einsparungen, die innerhalb von zehn Jahren erzielt werden können, erwirtschaftet werden können (§ 11 Abs. 1 Nr. 1b). Alten-, Pflege-, Studenten- und Lehrlingswohnheime (oder gleichartige Wohnräume) fallen ebenfalls nicht unter die Regelungen der §§ 3–7 der HeizkostenV (§ 11 Abs. 1 Nr. 2). Ferner werden vor dem 1. Juli 1981 bezugsfertige Räumlichkeiten ausgenommen, in denen der Nutzer keine Einflussmöglichkeiten auf den Wärmeverbrauch hat (§ 11 Abs. 1 Nr. 1c). Begünstigt werden in dieser Hinsicht auch Gebäude, die mit Wärmepumpen, Wärmerückgewinnungsanlagen, Solaranlagen, Kraft-Wärme-Kopplungs-Anlagen oder Abwärmeanlagen ausgestattet sind (§ 11 Abs. 1 Nr. 3); für die letzten beiden Fällen gilt dies nur, falls der Wärmeverbrauch nicht erfasst wird. Außerdem können durch Landesrecht Ausnahmen vorgesehen werden, um unangemessenen Aufwand oder sonstige unbillige Härten zu vermeiden (§ 11 Abs. 1 Nr. 5).

## Kürzungsrecht
Der Nutzer von Räumlichkeiten, die nicht unter das Wohnungseigentum fallen, darf bei einer nicht verbrauchsabhängigen Kostenabrechnung die auf ihn entfallenden Kosten in Höhe von 15 Prozent kürzen (§ 12 Abs. 1).